# Museo Horim
Horim Museum (Hangul: 호림박물관) es un museo en Seúl, Corea del Sur.
El museo fue fundado por Yun Jang-seob que tras la creación de la Fundación Cultural Sungbo en julio de 1981 para la compra de antigüedades, estableció el Museo Horim en octubre de 1982 en Daechi-dong, Gangnam-gu mediante el arrendamiento de un piso de un edificio. En mayo de 1999 se trasladó a Sillim-dong, Gwanak-gu con cuatro principales galerías de la exposición - la Galería de Arqueología, la Galería de Cerámica, la galería de arte del metal y de la Pintura y Galería de libro - y una galería especial y tienda de souvenirs y habitaciones en cobertura total cerca de 4600 metros cuadrados.
El museo cuenta con más de 10.000 piezas de arte de Corea, incluyendo más de 3.000 lozas, porcelanas, 2100 1100 celadones, 500 buncheongs, 2.000 pinturas, 400 piezas de arte de metal, entre muchos otros artículos.

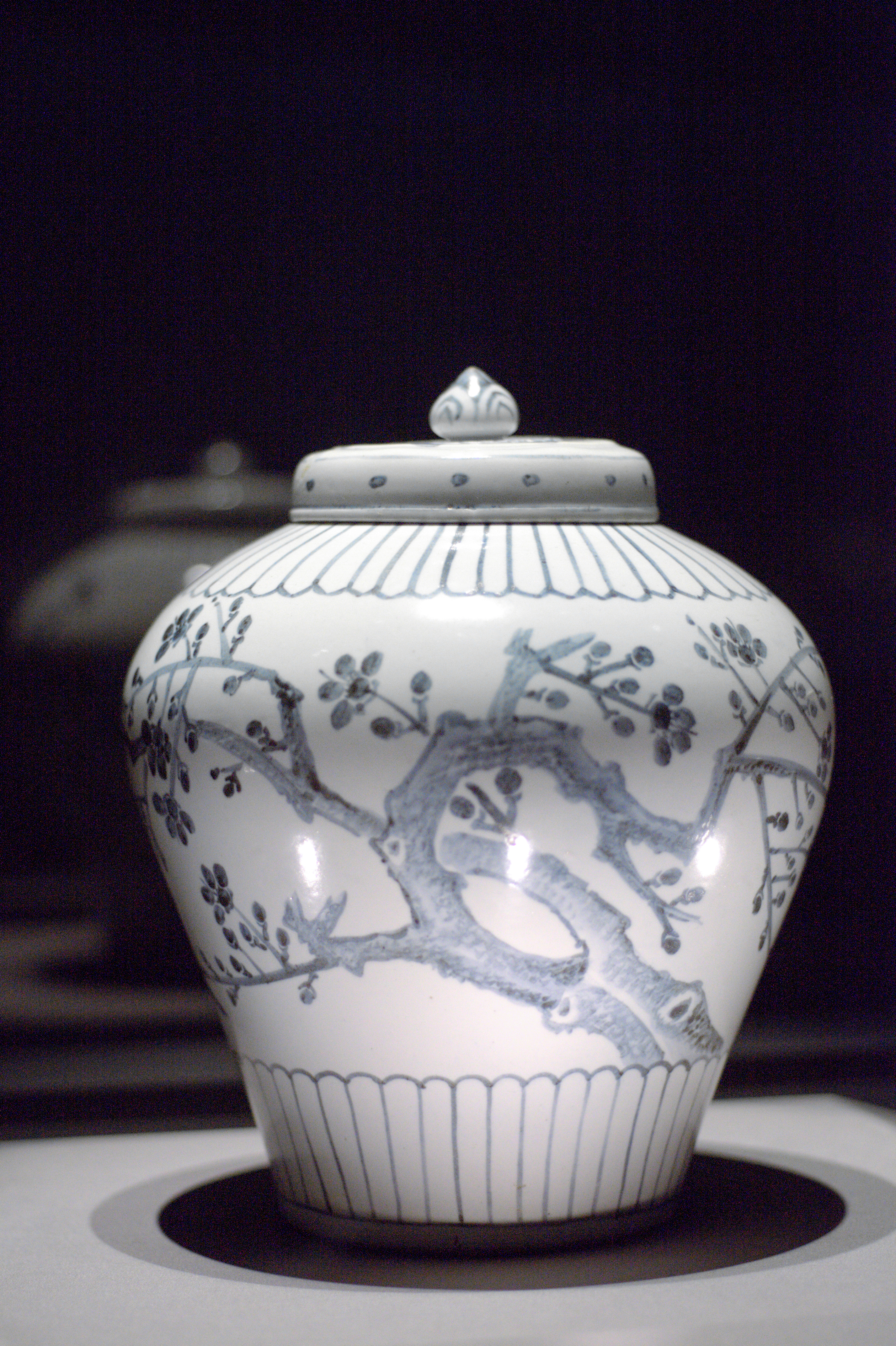
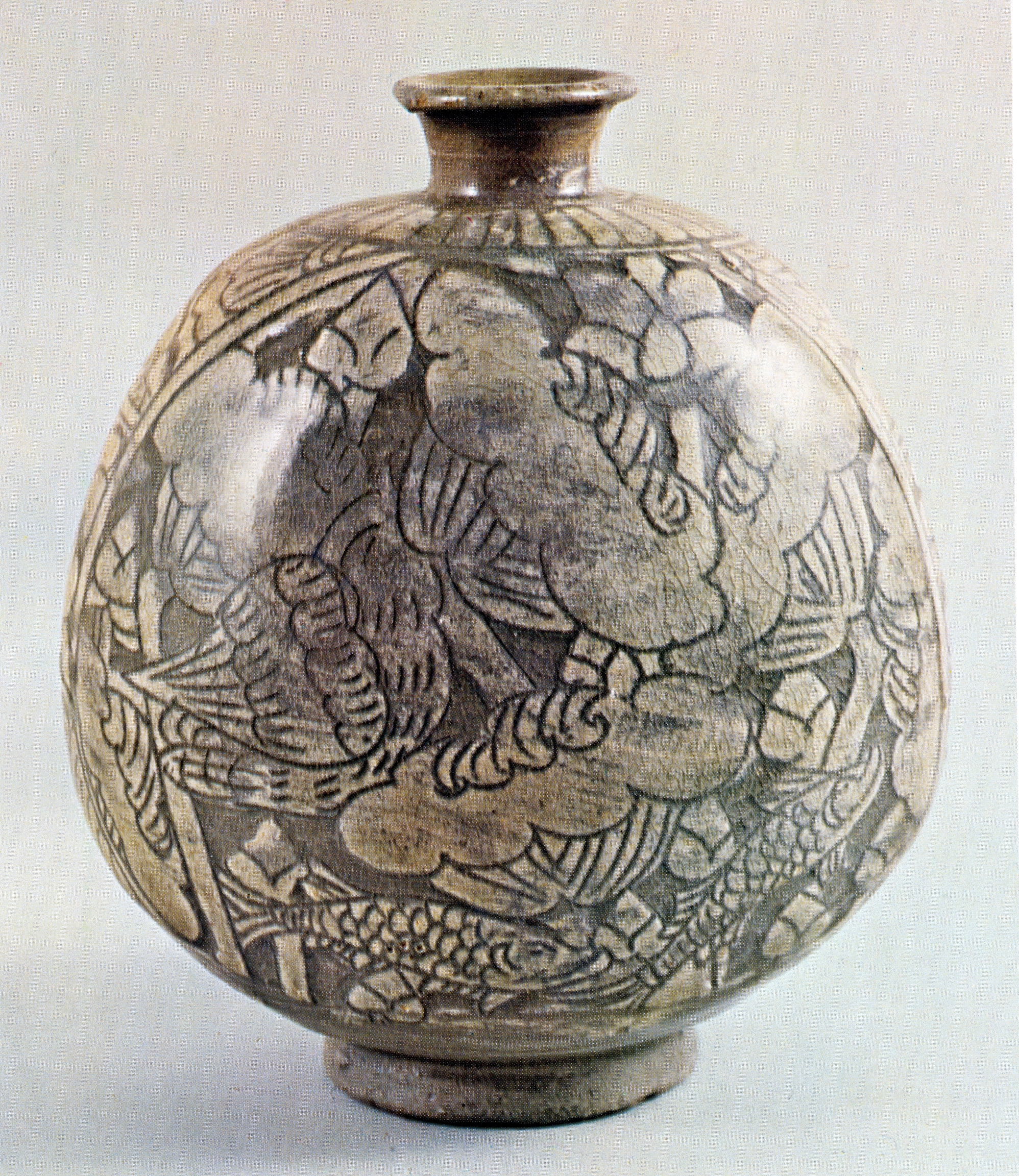
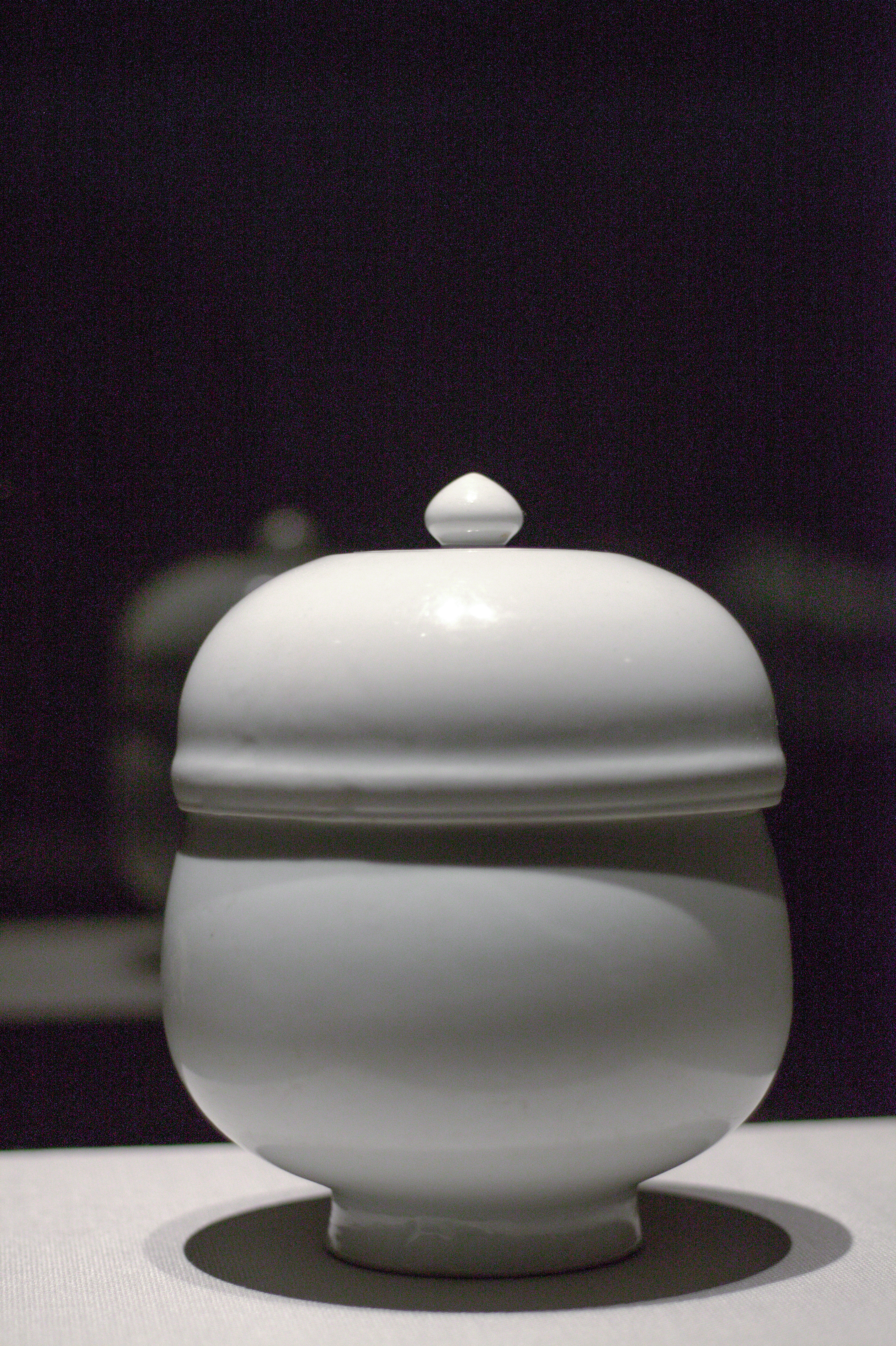